# مدرسة عامة (المملكة المتحدة)

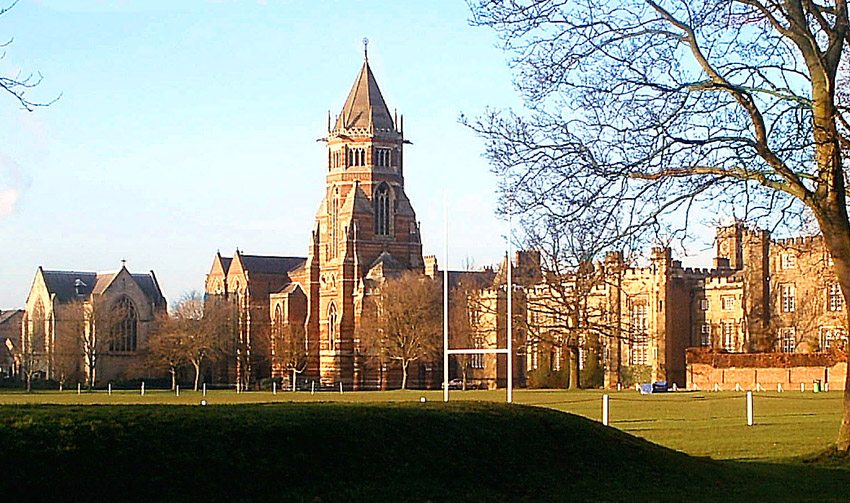
ملاعب مدرسة الرجبي ، حيث تم اختراع لعبة كرة القدم للرجبي ، وفقًا للخرافة

تعد المدرسة العامة في إنجلترا وويلز بشكل تقليدي إلى واحدة من سبع مدارس خاصة التي منحت الاستقلال عن الإختصاص المباشر بموجب قانون المدارس العامة لعام 1868: مدرسة تشارتر هاوس ، كلية إيتون، مدرسة هارو ، مدرسة الرجبي ، مدرسة شروزبيري ، مدرسة ويستمينستر ، وأيضا كلية وينشستر ، حيث كانت جميع المدارس الداخلية من الذكور، ولكن الكثير منها يقبل الآن التلاميذ النهاريين وكذلك الحدود الداخلية، وبحلول الثلاثينيات من القرن العشرين، تم تطبيق ملصق «المدرسة العامة» على أربع وعشرين مدرسة، وفي يومنا هذا، يتم استخدام المصطلح بشكل عام للإشارة إلى أي مدرسة خاصة مدفوعة الرسوم.
كان للمدارس الحكومية إرتباط قوي بالطبقات الحاكمة، تاريخيا، تلقى أبناء الضباط وكبار المسؤولين في الإمبراطورية البريطانية تعليمهم في إنجلترا بينما كان آباؤهم في مواقع خارجية، وخلال عام 2010، تم تعليم أكثر من نصف وزراء مجلس الوزراء في المدارس العامة، على الرغم من أن معظم رؤساء الوزراء منذ عام 1964 تلقوا تعليمهم في المدارس الحكومية .
حيث تفضل الهيئة التجارية للمدارس المستقلة ، خدمة معلومات المدارس المستقلة، أن تعرف المدارس العامة على أنها مدرسة ثانوية مستقلة راسخة، إنتقائية للطلاب، وتتقاضى رسوما، وتخدم في المقام الأول الأطفال الذين تتراوح أعمارهم بين 11 و 13 و 18 عاما
والذين يتم إدارتهم من قبل مدير المدرسة، ويكون عضو في مؤتمر المدراء ومديرات المدارس (HMC) ، حيث يشير الاسم «العام» إلى أصول المدارس على أنها مدارس مفتوحة لأي مواطن عام قادر على دفع الرسوم، ولا يتم تمويلها من الضرائب العامة ، وعادة ما يتم تطبيقه لوصف 215 مدرسة ثانوية مستقلة (خاصة للبنين) تابعة لمؤتمر HMC ، على الرغم من أنه يمكن استخدامها أيضا لوصف 230 مدرسة ثانوية للبنات تابعة لجمعية مدارس البنات .

## التاريخ
تم إنشاء المدارس العامة من المدارس الخيرية التي أنشئت لتعليم العلماء الفقراء - العامة وذلك لأن الوصول إليها لم يكن مقيدا على أساس الدين أو المهنة أو موقع المنزل، وأنهم كانو خاضعين للإدارة أو السيطرة العامة ، على عكس المدارس الخاصة التي يتم تشغيلها لتحقيق الربح الشخصي لأصحابها ، حيث كانت أصول المدارس في المملكة المتحدة دينية في المقام الأول حتى عام 1640، عندما دعا مجلس العموم كومينيوس إلى إنجلترا لإنشاء وكالة للمشاركة في التعلم والمشاركة فيها، حيث كان القصد أن المنتجات الثانوية من هذا سيكون نشر الكتب «العالمية» وإنشاء مدارس للبنين والبنات.
بعد فترة وجيزة من تقرير لجنة كلارندون خلال عام 1864، أعطى قانون المدارس العامة لعام 1868 المدارس السبعة التالية الاستقلال عن الولاية القضائية المباشرة أو مسؤولية التاج البريطاني أو الكنيسة القائمة وحتى الحكومة: تشارترهاوس ، كلية إيتون، مدرسة هارو ، مدرسة الرجبي ، مدرسة شروزبري ، مدرسة وستمنستر ، وكلية وينشستر، ومن الآن فصاعدا كان من المقرر أن تدار كل من هذه المدارس من قبل مجلس الإدارة، وخلال العام التالي، دعا مدير مدرسة أوبينغهام ستين إلى سبعين من زمالته مديري المدارس لتشكيل ما أصبح مؤتمر مدراء الدارس، فيما يلي مؤتمر المدراء والمديرات للمدارس الإعدادية المنفصلة ( أو يشار إليها "الإعدادية" ) التي تم تطويرها من ثلاثينيات القرن التاسع عشر، والتي «أعدت» الفتيان الأصغر سنا للإلتحاق بالمدارس العليا، ونتيجة لذلك، بدأ بتقييد الدخول إلى الأولاد الذين بلغو 12 أو 12 عاما

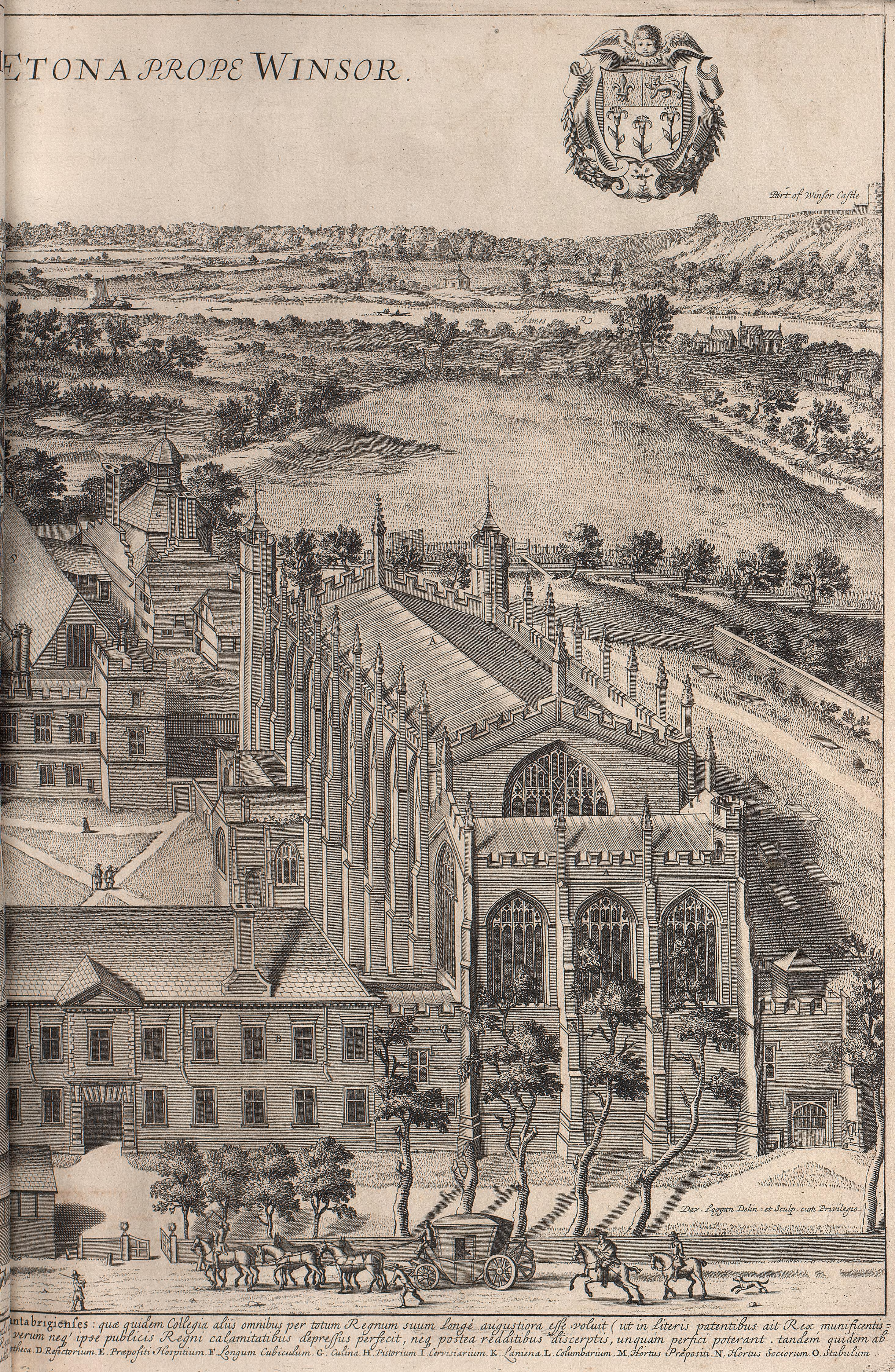
منظر عين الطير لكلية إيتون من تأليف ديفيد لوجان، نُشر في كتابه كانتابريجيا إيليكاتا عام 1690

إلى أواخر العصور الوسطى، كانت الكنيسة تسيطر على معظم المدارس وكان لها معايير دخول محددة، حيث تم قصر الآخرين على أبناء أعضاء النقابات أو الحرف أو شركات صناعة الملابس ، منذ القرن السادس عشر فصاعدا، تم إنشاء مدارس داخلية للبنين أو منحها للإستخدام العام، تقليديا، كانت معظم هذه المدارس العامة كلها من الذكور والإقامة الدائمة، وبعض هذه المدارس المستقلة كانت قديمة بشكل خاص، مثل مدرسة كينجز ( كانتريبري ) (تأسست عام 597)، ومدرسة كينجز (روتشستر) (تأسست عام 604)، ومدرسة سانت بيتر (يورك) (تأسست عام 627)، ومدرسة شيربورن (تأسست عام 710 وتم إعادة تأسيسها 1550 من قبل إدوارد السادس)، مدرسة وارويك (خلال عام 948) ومدرسة كينجز (إلي) (خلال عام 970) ومدرسة سانت ألبانز (خلال عام 948).
المدارس الإعدادية المنفصلة أو ما تدعى «المدارس الإعدادية» للأولاد الصغار تطورت عن ثلاثينيات القرن التاسع عشر، حيث أصبح الالتحاق بالمدارس العليا مقصورا على الأولاد الذين لا يقل عمرهم عن 12 أو 13 عام، وكان أولها مدرسة وندلشام هاوس ، التي تم إنشاؤها بدعم من توماس أرنولد، مدير مدرسة الرجبي.
وقعت العديد من المدارس، بما في ذلك مدرسة الرجبي ومدرسة هارو ومدرسة بيرس خلال القرن الثامن عشر وأغلقت تقريبا في أوائل القرن التاسع عشر، حيث أجبرت الاحتجاجات في الصحيفة المحلية حكام مدرسة بيرس على إبقائها مفتوحة، وكانت قضية قضائية في عام 1837 تتطلب إصلاح إساءة استخدام ثقة المدرسة.

## الفترة الفيكتورية
قد قامت اللجنة الملكية ، لجنة كلارندون من عام 1861 إلى عام 1864 بالتحقيق في تسع مدارس الأكثر رسوخا، بما في ذلك سبع مدارس داخلية وهي (تشارترهاوس ، إيتون، هارو ، الرجبي ، شروزبري ، ووستمينستر ، وينشستر ) ومدرستين نهارية (ساينت بول ومارشانت تايلورز ).
ينظم قانون المدارس العامة لعام 1868 هذه «المدارس العامة» ويصلحها، حيث قدم لها أول تعريف قانوني: المدارس التي كانت مفتوحة للعامة دافعي الضرائب من أي مكان في البلد، على سبيل المثال، مدرسة محلية مفتوحة فقط للسكان المحليين، أو مدرسة دينية مفتوحة فقط لأعضاء كنيسة معنية ، إدعت مدرسة سانت بول ومدرسة ميرشانت تايلورز أن دستورهم جعلتهما مدارس «خاصة»، وتم إستبعادهم من متطلبات هذا التشريع، وخلال عام 1887 قررت محكمة الشعب ومحكمة الإستئناف أن مدرسة مدينة لندن كانت مدرسة عامة.
تم تعيين لجنة تونتون لفحص المدارس النحوية المتبقية البالغ عددها 782 مدرسة، وأصدرت توصيات لإعادة هيكلة أوقافها، ثم تم تضمين هذه التوصيات، في شكل معدل، في قانون المدارس الموهوبة لعام 1869 ، وكتب إدوارد ثرينغ إلى 37 مديرا لما اعتبره مدارس الأولاد الرائدة غير المشمولة بقانون المدارس العامة، حيث تم دعوتهم لاجتماع سنويا لمواجهة التهديد الذي يشكله قانون المدارس الموهوبة، وفي خلال السنة الأولى حضر 12 مديرا، ثم السنة الثانية حضر 34 مديرا، بما في ذلك مدراء من مدارس كلارندون، حيث تم تنمية مؤتمر المدراء (HMC ، الذي يدعى الآن مؤتمر المدراء والمديرات) بشكل كبير ليشمل أكثر من 200 مدرسة.
تم نشر الكتاب السنوي للمدارس العامة لأول مرة خلال عام 1889، حيث تم إدراج 30 مدرسة، معظمها مدارس داخلية، حيث كانت إستثناءات المدرسة النهارية هي مدرسة سانت بول ومدرسة ميرشانت تايلورز، ثم تمت إضافة بعض المدارس النحوية الأكاديمية الناجحة في الإصدارات اللاحقة، تضمنت طبعة 1902 جميع المدارس التي تأهل مدرائها لعضوية مؤتمر المدراء.

## القرن العشرين
- 1. Tonbridge
- Charterhouse [الإنجليزية]
- Winchester [الإنجليزية]
- Bedford [الإنجليزية]

- 2. هيليبيري وامبريال سيرفيس كوليج
- Uppingham
- St Paul's [الإنجليزية]
- Manchester Grammar [الإنجليزية]

- 3. Merchant Taylors'
- Eton
- كلية مالفيرن
- King Edward VI

- 4. Repton [الإنجليزية]
- كلية كليفتون
- Harrow
- St Edwards

- 5. Shrewsbury [الإنجليزية]
- Radley
- Cheltenham
- كلية مارلبورو

- 6. Dulwich
- Wellington [الإنجليزية]
- Rossall
- Rugby [الإنجليزية]

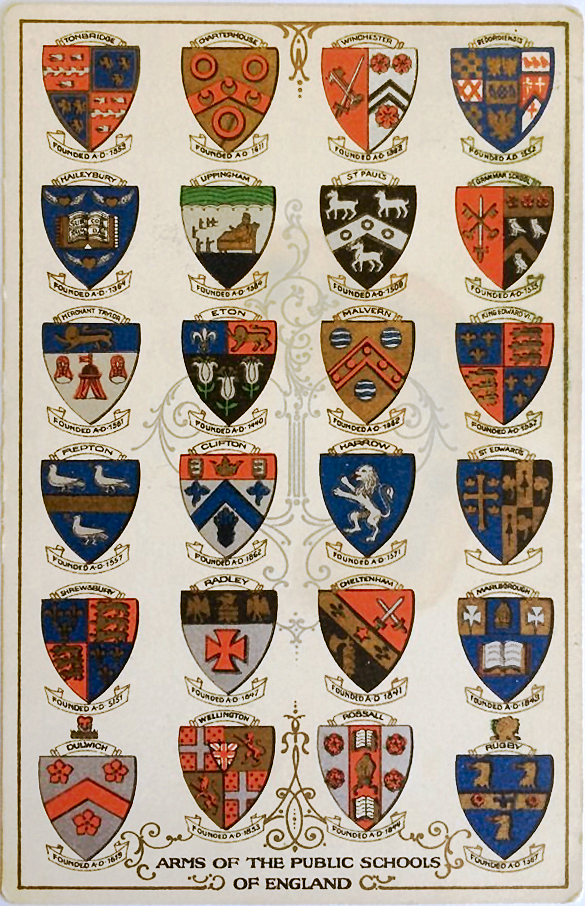
أذرع 24 مدرسة عامة على بطاقة بريدية عام 1911. من الأعلى إلى الأسفل (من اليسار إلى اليمين):

حدد تقرير فليمنغ (1944) المدرسة العامة على أنها عضو في جمعية الهيئات الحاكمة أو مؤتمر المدراء، بناء على توصيات هذا التقرير، قدم قانون التعليم العام 1944 وضعا جديدا للمدارس النحوية الممنوحة التي تتلقى منحة من الحكومة المركزية، حيث ستتلقى مدرسة قواعد المنح المباشرة تمويلا جزئيا من الدولة مقابل أخذ ما بين 25 إلى 50 بالمائة من تلاميذها من المدارس الإبتدائية الحكومية.
أوصت اللجنة الفلمنجية بتخصيص ربع الأماكن في المدارس الحكومية لخطة إعانة وطنية للأطفال الذين سيستفيدون من الإقامة الداخلية، كانت المدافعة الرئيسية إلين ويلكينسون، لكنها بدأت بداية بطيئة في عصر قيود الميزانية الشديدة، لم تقم الحكومة المحافظة المنتخبة خلال عام 1951 بتوسيع البرنامج، فقد فشلت لأنها لم تكن ذات أولوية عالية لأي من الطرفين، وكان المال ضيقا، وكان هنالك دعم متذبذب من المدارس الداخلية المستقلة وسلطات التعليم المحلية، ولم يتم التوصل إلى توافق في الآراء حول كيفية اختيار التلاميذ للمشاركة.
أدخلت حكومة العمل خلال عام 1965 تغييرات كبيرة على تنظيم المدارس التي تمت صيانتها، حيث وجهت السلطات المحلية إلى إنهاء الاختيار عند أحد عشر ، وقد أوفت بتعهدها بدارسة دور المدارس العامة، وإنشاء لجنة، باستخدام تعريف أكثر قوة مما قدمته لجنة فلمنج.
تـقديم أرقام المدارس والتلاميذ إلى مجلس الوزراء خلال نوفمبر 1965
| 276 مدرسة بها 95500 تلميذ                                                |                 |
| 134 مدرسة للبنين                                                         |                 |
|                                                                          | 106 الصعود      |
|                                                                          | مدارس 28 يوم    |
| 142 مدرسة بنات                                                           |                 |
|                                                                          | 83 الصعود       |
|                                                                          | 59 مدرسة نهارية |
| حافظت المنحة المباشرة على المدارس داخل مؤتمر المديري والمديرات           |                 |
| 152 (من إجمالي 179 مدرسة مدعومة بمنح)                                    |                 |
| 72 مدرسة للبنين                                                          |                 |
|                                                                          | 14 الصعود       |
|                                                                          | 58 مدرسة نهارية |
| 80 مدرسة بنات                                                            |                 |
|                                                                          | 1 الصعود        |
|                                                                          | 79 مدرسة نهارية |
| احتفظ بالمدارس داخل مؤتمر المديري والمديرات                              |                 |
|                                                                          | 22              |
| المدارس الحكومية (صيانة)                                                 |                 |
| 6000                                                                     |                 |
| المدارس خاصة                                                             |                 |
| 3130                                                                     |                 |
| بالاضافة: هناك 27 مدرسة من المنح المباشرة التي ليست من مؤسسة حمد الطبية. |                 |
| المصدر: HMG                                                              |                 |

تم إلغاء خطة المنح المباشرة في عام 1975 وأصبحت مدارس مؤتمر المدراء والمديرات ضمن المخطط المستقلة تماما، حيث أمرت السلطات المحلية بوقف التمويل في المدارس المستقلة وهذا يمثل أكثر من ربع الأماكن في 56 مدرسة، وأكثر من نصف الأماكن في 22 مدرسة، خلال عامي 1975 و 1983 تم سحب التمويل من 11 مدرسة للقواعد التطوعية ، التي أصبحت مدارس مستقلة وأعضاء كاملين في مؤتمر المدراء والمديرات، حيث كان فقدان الأماكن التي تمولها الدولة بالتزامن مع الركود، وتم وضعهم تحت ضغط مالي شديد، وأصبح العديد منهم مختلطا من أجل البقاء، حيث تم إحياء منحة مباشرة جزئيا بين عامي 1981 و 1997 باستخدام مخطط الأماكن المدعومة ، حيث قدمت الدعم لـ80.000 تلميذ في المدارس الخاصة والمستقلة.
بدأت العديد من المدارس الداخلية في قبول التلاميذ النهاريين لأول مرة، وألغت مدارس أخرى الإقامة الداخلية تماما، حيث بدأ البعض في قبول البنات في الشكل السادس ، في حين أصبح البعض الآخر مختلطا بشكل كامل.
الفلم الذي صدر عام 1968 (if....)، الذي سخر من أسوأ عناصر الحياة المدرسية الإنجليزية العامة، وبلغ ذروته في مشاهد التمرد المسلح، فاز بجائزة السعفة الذهبية في مهرجان مدينة كان السينمائي خلال عام 1969 ، وهذه الاجراءات كانت محسوسة في المدارس العامة البريطانية، حيث أشار المدير الجديد في مدرسة أوندل على «كانت احتجاجات الطلاب والانزعاج الفكري يتحدون الوضع الراهن» ، حيث تزامنت هذه التحديات مع ركود منتصف السبعينيات وتحركات الحكومة العمالية لفصل القطاعات المستقلة وقطاع الدولة بشكل أوضح.
يتم التخلص تدريجيا من نظام الكدح ، حيث كان يطلب من التلاميذ الأصغر سنا العمل إلى حد ما كخادمات للأكبر الأولاد سنا، خلال السبعينيات والثمانينيات، حيث كان هنالك عقاب جسدي ، الذي تم حظره في مدارس الدولة خلال عام 1986، وكان قد تم التخلي عنه في معظم المدارس العامة بحلول الوقت الذي تم حظره فيه رسميا في المدارس المستقلة في عام 1999 لإنجلترا وويلز (وخلال عام 2000 في إسكتلندا و 2003 في أيرلندا الشمالية).
أكثر من نصف مدارس مؤتمر المدراء والمديرات الآن أصبحت إما مختلطة جزئيا أو كليا، من بين كلارندون التسعة، هنالك اثنتان مختلطة تماما (الرجبي وشريسبري )، حيث تقبل فتاتان في الشكل السادس فقط (شارترهاوس ووستمنستر)، وتبقى اثنتان كمدارس نهارية للبنين فقط (ساينت بول و ميرشانت تايلورز )، وثلاثة يحتفظون بتقاليد الإقامة الكاملة للبنين فقط (إيتون وهارو ووينشستر )، وأحدث مدرسة مستقلة تنظم إلى HMC هي مدرسة يارم ، التي تأسست عام 1978 .
تنتمي غالبية المدارس العامة إلى الطائفة المسيحية، أو قد تم إنشاؤها من قبل طائفة مسيحية، وتكون بشكل أساسي كنيسة إنجلترا، ولكن بعض الحالات الكنائس الرومانية الكاثوليكية والميثودية، أو أن يعرفوا أنفسهم على أنهم «مسيحيين غير طائفين»، ويكون عدد صغير علماني بطبيعته، وأبرزهم مدرسة أوسويستري .

## الصلة مع الطبقة الحاكمة
كتب خريج جامعة هارو ستانلي بلدوين، عندما أصبح رئيسا للوزراء قبل الحرب العالمية الثانية، أراد أن يكون لديه ستة من الهاروفيين في حكومته «إن صنع خزانة يشبه جعل لغز لمنشار مناسبا، وتمكنت من جعل الست الخاصة بي مناسبة من خلال الاحتفاظ بمنصب مستشار الخزانة لنفسي» ، حتى الحرب، كان دور المدارس العامة في إعداد التلاميذ للنخبة المحترمة لمثل هذا التعليم، وخاصة في تركيزه الكلاسيكي وأسلوبه الاجتماعي، أصبح علامة للطبقة الحاكمة.
لمدة ثلاثمائة سنة، أرسل الضباط وكبار المسؤولين في الإمبراطورية البريطانية أبنائهم إلى ديارهم في المدارس الداخلية للتعليم كرجال، حيث كان هذا غالبا لفترات طويلة دون إنقطاع لمدة عام أو أكثر، وقد عززت روح المدرسة العامة في القرن التاسع عشر أفكار الخدمة للتاج والإمبراطورية، حيث كان هنالك مشاعر مألوفة مثل «ليس ما إذا كنت تفوز أو تخسر، لكن طريقة لعبك للعبة» وأيضا «معركة واترلو فاز في ملاعب إيتون»، المقالة في بعض الأحيان قد تسيء إلى ويلينغتون، والعديد من التلاميذ السابقين، مثل أولئك من مدارس أخرى، كان لديهم وما زال لديهم حنين إلى مدارسهم القديمة (يتذكر جورج أورويل كونه «مهتما وسعيدا» في إيتون) وكانت رابطة المدارس العامة و «شبكة الصبي القديم» للتلاميذ السابقين مفيدة في التقدم الوظيفي، حيث أثر نموذج المدرسة العامة الإنجليزية على تطور المدارس الخاصة الإسكتلندية في القرن التاسع عشر، لكن تقاليد طبقة النبلاء الذين شاركوا في تعليمهم الأساسي مع مستأجريهم جعل اسكتلندا أكثر مساواة.
تم تقليص نسبة النخبوية الإجتماعية من خلال الحربين العالميتين، ولكن على الرغم من تصوير المنتجات المدارس العامة على أنها «للمشاغبين»، استمر النظام القديم بشكل جيد في الستينيات، وقد انعكس هذا في الخيال الشعبي المعاصر على سبيل المثال ملف إيبكريس الخاص بلين ديتون، والذي كان يحتوي على نص فرعي للتوتر المفترض بين بطل الرواية المتعلم في المدرسة النحوية وخلفية المدرسة العامة لزميلة الأقدم ولكن غير الكفء .

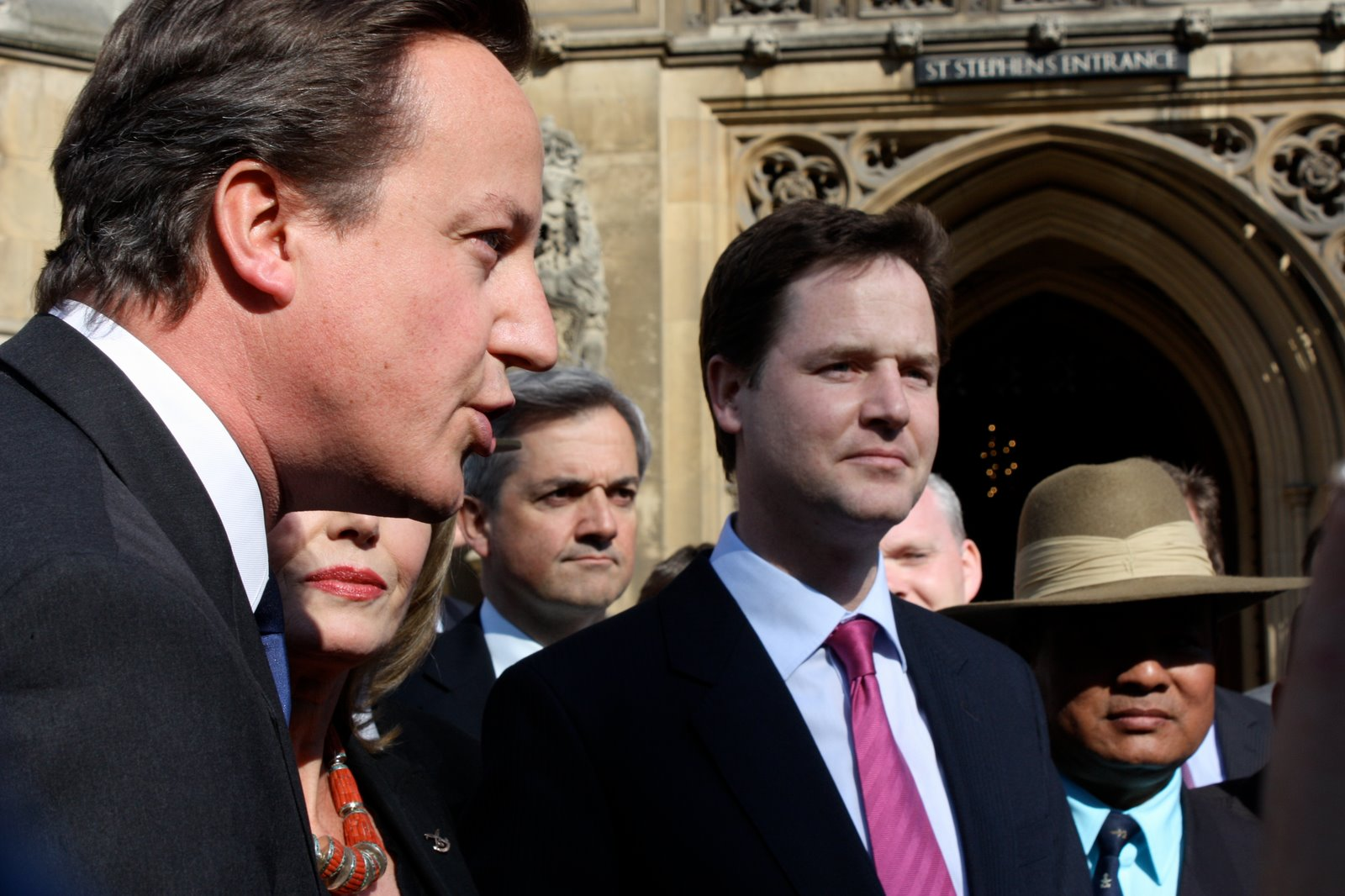
صورة عام 2009 للزعيم البريطاني للمعارضة ورئيس الوزراء المستقبلي ديفيد كاميرون (على اليسار) والمتحدث باسم لي ديم ووزير الدولة المستقبلي للطاقة وتغير المناخ كريس هون (في الوسط) وزعيم ليب ديم ونائب رئيس الوزراء المستقبلي نيك كليج (على يمين الوسط)، جميعهم التحقوا بالمدارس العامة الإنجليزية.

انعكس التغيير الاجتماعي بعد الحرب تدريجيا عبر النظام التعليمي في بريطانيا، بينما دفعت في نفس الوقت المخاوف من وجود مشاكل في التعليم الحكومي من بعض الآباء ، الذين يمكنهم تحمل الرسوم أو الذين يتأهل تلاميذهم للحصول على المنح الدراسية أو المنح المالية ، نحو المدارس العامة وغيرها من المدارس من القطاع المستقل ، وخلال عام 2009، كانت الرسوم النموذجية تصل إلى ثلاثون ألف جنيه إسترليني سنويا للمقيمين ، حيث قد حضر 19 رئيس للوزراء لكلية إيتون، وسبعة لـهارو وستة لـويستمينستر ، وبين عامي 2010 و 2016، تلقى رئيس الوزراء ديفيد كاميرون (إيتون) ووزير الخزانة جورج أوسبورن (سانت بول) تعليمهما في مدارس كلارندون .
ومع ذلك ، في حين أن رئيس الوزراء المحافظ الذي إنتهت ولايته في عام 1964 (دوجلاس-هوم) قد تلقى تعليمه في كلية إيتون وكان رئيس وزراء حزب العمال القاد في عام 1997 (بلير) في كلية فيتس ، فإن جميع رؤساء الوزراء البريطانيين الستة الذين تقلدوا مناصبهم في الفترة بين عامي 1964 و 1997 ومن 2007 إلى 2010 في مدارس الدولة (ويلسون، هيث، ثاتشر، وميجر في المدارس النحوية، وكالاهان، براون، في المدارس الثانوية والحكومية الأخرى) ، وقد كان التعليم الثانوي في تيريزا ماي أيضا في المقام الأول في قطاع الدولة ، لكن رئيس الوزراء الحالي بوريس جونسون كان بكلية إيتون .
في حين أن أعضاء الطبقة الأرستقراطية والنبلاء لم يعودوا يهيمنون على المدارس المستقلة ، فقد أظهرت الدراسات أن مثل هذه المدارس لا تزال تحتفظ بدرجة من التأثير على النخبة المهنية والإجتماعية في البلاد على الرغم من تعليم أقل من 10% من السكان ، فقد أشارت دراسة خلال عام 2012 التي نشرتها مؤسسة سوتون ترست بأن هنالك 44% من 7637 شخصا فحصو من الذين أسمائهم ظهرت في قوائم عيد ميلاد في ذا تايمز، في الصنداي تايمز، ذي إندبندت أو ذي إندبندت في يوم الأحد خلال عام 2011، عبر جميع القطاعات ، بما في ذلك السياسة والأعمال والفنون والقوات المسلحة ، وقد تم تعليمهم في مدارس مستقلة أو خاصة ، حيث وجدت أيضا أن هنالك 10 من مدارس النخبة مدفوعة الرسوم (على وجه التحديد كلية إيتون، و وينشستر وتشارترهاوس ورجبي وويستمنيستر ومارلبوروج وكلية دالويش وهارو وساينت بولز وويلنجتون ) أنتجت 12% من كبار الشخصيات البارزة التي تم فحصها خلال الدراسة ، حيث توصلت لجنة الحراك الاجتماعي وفقر الأطفال إلى نتيجة مماثلة في دراسة خلال عام 2014 للمهن : 71% من كبار القضاة ، و 62% من كبار ضباط القوات المسلحة ، و 55% من الأمناء الدائمين في وايتهول ، و 50% من أعضاء مجلس اللوردات، قد تلقو تعليمهم الخاص .
تمت مقارنة المدارس العامة (وخاصة المدارس الداخلية) بخفة من قبل تلاميذها أو تلامذيها السابقين إلى السجون ، وذكر أو.إس.كراوفورد أنه كان «أقل حزنا» عندما تم سجنه في معسكر أسرى الحرب في هولزميندن خلال الحرب العالمية الأولى مما كان عليه سابقا في مدرسته العامة كلية مارلبروج ، وقد لاحظ إيفلين ووه في روايته الساخرة الرفض والوقوع التي أصدرت عام 1928 أنه «أي شخص ذهب إلى مدرسة حكومية إنجليزية سيشعر دائما نسبيا في المنزل والسجن» ، وقد علق وزير مجلس الوزراء السابق جوناثان أيتكين ، الذي حكم عليه بالسجن لمدة 18 شهرا بتهمة شهادة زور في 1999، وقال في مقالة : «فيما يتعلق بالمآسي الجسدية ، أنا متأكد من أنني سوف أتعامل ، لقد عشت في إيتون في الخمسينيات وأعرف كل شيء عن الحياة في أرباع غير مريحة»

## المدارس العامة الصغرى
مصطلح المدرسة الثانوية العامة غير موضوعي ، في حين أن مدارس كلارندون التسعة كبيرة بشكل واضح ، بين الحروب كانت هناك سلسلة متصلة من المدارس الداخلية الخاصة والمستقلة ، والتي أعتبرت معظمها «صغرى».

## الأدب والإعلام
ألهم الرجبي نوعا جديدا بالكامل من الأدب : نوع قصة مدرسية، «أيام مدرسة توم براون»، وتم نشر الكتاب خلال عام 1857 كتبه توماس هيوز في مدرسة الرجبي ، حيث تم نشر ما يصل إلى 90 قصة في مدارس بريطانية داخلية تم نشرها بين سارة فيلدنغ "الحاكمة" أو الأكاديمية النسائية الصغيرة خلال عامي 1749 و 1857 ، قد كانت مدرسة توم براون النهارية مسؤولة عن جلب نوع قصة المدرسة إلى إهتمام واسع ، وهذا يشمل المدارس الداخلية الخاصة والمستقلة وكذلك المدارس العامة ، ويشمل تأثير أيام مدرسة توم براون على نوع روايات القصص المدرسية البريطانية والمدارس الداخلية المستقلة لبيلي بانتر لمدرسة جرايفريارز والسيد شيبس بروكفيلد ، وساينت ترينيان ، حيث ألهمت الكاتبة ج.ك. رولينغ من سلسلة هاري بوتر، التي تم تعيينها في المدرسة الداخلية الخيالية هوقوارتز ، حيث تحتوي رواية السلسلة الأولى هاري بوتر و حجر الفيلسوف على العديد من أوجه التشابه المباشر في الهيكل والموضوع إلى أيام مدرسة توم براون .
ألان بينيت قد استخدم استعارة نهاية الفصل الدراسي في مدرسة عامة ثانوية لمقارنة أحداث القرن العشرين مع أحداث الحياة الدراسية العامة ، في مسرحيته «أربعون عاما على» خلال عام 1968، ويشير العنوان إلى أغنية مدرسة هارو «أربعون عاما على».